# Pierre Sinibaldi

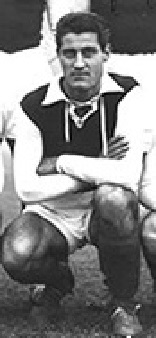
Pierre Sinibaldi (1943)

Pierre Sinibaldi (* 29. Februar 1924 in Montemaggiore, Département Haute-Corse; † 24. Januar 2012 in Toulon) war ein französischer Fußballspieler und -trainer.

## Die Spielerkarriere

### Im Verein
Mitten im Zweiten Weltkrieg kam Sinibaldis Familie in die Champagne, wo Pierre zunächst bei AS Troyes Fußball spielte. 1944 wechselte er zu Stade de Reims, erzielte dort gleich in seinem ersten Jahr 30 der 70 Tore seiner Elf, die in der Nordgruppe dieser „Kriegsmeisterschaft“ Rang vier belegte. Als nach der Befreiung Frankreichs wieder eine reguläre Landesmeisterschaft in einer eingleisigen Division 1 ausgetragen werden konnte, war er aus der Stammelf der Rémois schon nicht mehr wegzudenken und gehörte zum Kern der Spieler, die diesem „Provinzverein“ für annähernd 20 Jahre die absolute Dominanz im französischen Profifußball bescherten. Pierre Sinibaldi war ein enorm torgefährlicher Innenstürmer, aber kein „Brecher“, sondern einer, der sich durch Eleganz und spielerische Finesse auszeichnete. 1945/46 (26 Tore) und 1947/48 (25 Tore) wurde er jeweils Zweiter der Torschützenliste, 1946/47 (33 Treffer) landete er sogar auf Platz 1. Hinter Fontaine, aber noch vor Bianchi, Piantoni, Appel, Bliard, Kopa, Vincent, Flamion, Glovacki und anderen steht er in der „ewigen D1-Torschützenliste“ von Stade Reims an zweiter Stelle. 1949 wurde er mit den Rot-Weißen französischer Meister – und das gemeinsam mit seinen Brüdern Paul (bis 1956 Stammtorhüter) und Noël (nur in diesem Jahr ein Dutzend Einsätze für den Klub) –, 1950 auch Pokalsieger. In den folgenden beiden Jahren kam er nur relativ selten zum Einsatz, aber nachdem er 1952/53 wieder regelmäßig spielen konnte, steuerte er noch einmal 11 Tore zu Reims’ zweitem Meistertitel bei. Anschließend wechselte er zum FC Nantes in die Division 2 (zweite Liga), 1954 zum Erstligisten Olympique Lyon, wo er aber nur noch in einem einzigen Punktspiel eingesetzt wurde.

#### Stationen
- AS Troyes-Savinienne (bis 1944)
- Stade de Reims (1944–1953)
- FC Nantes (1953/54)
- Olympique Lyon (1954/55)

### Der Nationalspieler
Im Mai 1946 (beim überraschenden 2:1 über England) und im Oktober 1948 (3:3 gegen Belgien) spielte Pierre Sinibaldi je einmal in der Équipe Tricolore, blieb dort aber ohne Torerfolg.

## Die Trainerkarriere
Nach der aktiven Zeit als Spieler wechselte Pierre Sinibaldi auf den Trainerstuhl; schon bald war dabei die Handschrift seines ehemaligen Mitspielers und Trainers Albert Batteux zu spüren. Obwohl Sinibaldi in dieser neuen Rolle mindestens so erfolgreich war wie als Spieler, ist es nicht einfach, seinen diesbezüglichen Werdegang vollständig zu rekonstruieren, zumal sich teilweise sogar die offiziellen Webseiten seiner Klubs hinsichtlich der Jahresangaben widersprechen. Von 1956 bis zu dessen Lizenzentzug 1959 betreute er die Zweitligaelf des FC Perpignan, anschließend war Sinibaldi luxemburgischer Nationalcoach. Wie die UEFA in ihrer Würdigung Sinibaldis auf ihrer offiziellen Homepage schreibt, war er einer der ersten Trainer, der seine Abwehrspieler von der Mann- auf die Raumdeckung umstellte.
Nach der Station Luxemburg verpflichtete ihn der belgische Spitzenklub RSC Anderlecht, mit dem er vier Mal (nach anderen Quellen sogar fünfmal) Landesmeister wurde, vermutlich 1962, sicher 1964, 1965 und 1966; gegen die wiederholt im Web gefundene Aussage, er sei dort auch 1967 und 1968 Meister geworden, spricht die Tatsache, dass er ab Sommer 1966 Trainer bei AS Monaco war und dort im Dezember 1968 vorzeitig entlassen wurde. In der Saison 1969/70 arbeitete Sinibaldi wieder bei Anderlecht und erreichte mit dem RSC die dann knapp (3:1 und 0:3) gegen den FC Arsenal verlorenen Endspiele des europäischen Messepokals. In diese Zeit fällt auch ein für den gebürtigen Korsen besonders denkwürdiges Ereignis: zwei Tage vor seinem 43. Geburtstag stellte er eine Mannschaft aus korsischen Spielern zusammen, die gegen die von Just Fontaine betreute französische A-Nationalmannschaft ein Vorbereitungsspiel bestritt, das mit einem 2:0-Sieg seiner Inselauswahl endete und den 27. Februar 1967 bis heute zu einem „historischen Datum“ für separatistische Korsen macht.
In den 1970ern zog es Pierre Sinibaldi nach Spanien, wo er die Erstligisten UD Las Palmas und Sporting Gijón trainierte. 1976 bis 1978 trainierte er in Frankreich ESCN La Ciotat, 1979/80 mit dem Zweitligisten Sporting Toulon noch einmal eine französische Profimannschaft. Später ließ sich der zweifache Nationalspieler, der 1967 auch ein Match gegen die Bleus gewonnen hat, in Toulon nieder.
Pierre Sinibaldi ist im Januar 2012, kurz vor seinem 88. Geburtstag, gestorben.

### Stationen
- FC Perpignan (1956–1959)
- Nationaltrainer Luxemburgs (1959/60)
- RSC Anderlecht (1960–1966)
- AS Monaco (1966–1968)
- RSC Anderlecht (1969–1971)
- UD Las Palmas (1973–1975)
- Sporting Gijón (1975/76)
- ESCN La Ciotat (1976–1978)
- Sporting Toulon (1979/80)

## Palmarès

### Als Spieler
- Französischer Meister: 1949, 1953
- Französischer Pokalsieger: 1950
- Torschützenkönig der Division 1: 1947
- 2 A-Länderspiele für Frankreich
- 189 Einsätze und 115 Tore in der D1 (188/115 für Reims, 1/0 für Lyon)

### Als Trainer
- Belgischer Meister: 1962, 1964, 1965, 1966
- Belgischer Pokalsieger: 1965
- Luxemburgischer Nationaltrainer